# Glasbeno izvajanje v osnovni šoli
Pri glasbeni vzgoji moramo upoštevati načelo interesa in načelo doživljanja. Učenec razrednega pouka je čustveno občutljiv in dovzeten, zato ga glasba zanima in pritegne, daje mu močen vtis. Vendar moramo skrbeti, da to zanimanje ne usahne. 
Če želimo, da bo naše delo na področju glasbene vzgoje uspešno, bomo morali vseskozi upoštevati načelo interesa. V otroku lahko vzbudimo neposreden in posreden interes. Zahteva po neposrednem interesu se veže na vse estetske vzgojne dejavnosti, lahko pa neposredni interes izzovemo in obogatimo s posrednim. Npr: ponovoli bomo nekaj pesmi, ki jih pripravljamo za prireditev. Prireditev je nekaj zanimivega, tako otroke animiramo s posebnim interesom, vendar ta ne zadošča. Učitelj mora samo ponavljanje pesmi tako zanimivo in čustveno privlačno oblikovati, da se otrokom zbudi neposredni interes do te dejavnosti in do glasbene vsebine.

## INŠTRUMENTALNA IGRA
Muziciranje nam poleg petja omogoča igranje na glasbila. 
Otroci najprej uporabljajo otroška ali mala glasbila. Opredelimo jih po njihovem izvoru. 

### Otroška ali mala glasbila:
- Lastna glasbila: zvoke spodbujajo in ustvarjajo različni telesni gibi: ploskanje, tleskanje, topotanje, trkanje ... učenci jih kreativno uporabijo v skladu z vsebino.
- Improvizirana zvočila: izdelamo jih po lastni zamisli, iz najrazličnejših materialov, ki so nam na razpolago: orehi, kamni, škatlje, veje, pesek, kozarci, voda ...
- Otroška ljudska glasbila: to so glasbila, ki so narejena po izročilu naše glasbene dediščine: stržki, vrbove, leskine in glinene piščali, koruzne gosli ...
- Orfov inštrumentarij: je skupina ritmičnih in melodičnih tolkal, poimenovana po nemškem skladatelju Carlu Orffu. Oblikoval jih je v skladu s svojim konceptom o elementarne glasbene vzgoje, ki temelji na povezavi besede, glasbe in gibanja. Inštrumente je mogoče združevati v manjše ali večje skupine, vse do orkestra. Razšerjeni so po vsem svetu in so nepogrešljivo sredsvo sodobno usmerjenega glasbenega pouka.

#### Pomembni so, ker:
- jih uvajamo postopno in s tem po korakih dodajamo zasedbo instrumentarja;
- so prilagojeni otrokovi motoriki in njegovemu sistematičnemu glasbenemu razvoju;
- dosegamo cilje skupnega muziciranja, glasbenega doživljanja in ustvarjalnosti hitro, zanesljivo in učinkovito;
- igranje temelji na ritmičnih in melodičnih vzorcih, ki so lahko priučljivi, na začetni stopnji enostavni, njihova zahtevnost narašča polagoma.

### Metoda igranja na inštrumente
1. Ustvarjanje

- učenci lahko prosto, neusemrjeno ustvarjajo   brez vsebinske usmeritve ali usmerjajo. Pri usmerjenem da učitelj pobudo za ustvarjanje in tudi notranjo vsebino;
- učenci ustvarjajo posamično, v dvojicah, v skupinah ali vsi skupaj.

1. Reproduciranje

- učenci izvajajo enake motive kot vzgojitelj;
- poudarek je na natančni ponovitvi tistega, kar je učitelj zaigral;
- glasbeni vzorec ponovijo ali ponavljajo učenci skupaj z učiteljem ali samostojno, vsi skupaj ali posamično (ostinato, odmev ...).

1. Spremljanje

Učenci lahko z instrumenti spremljajo:
- govorjeno besedilo, peto pesem, instrumentalno glasbo, gibanje, dramatiziranje pravljic in zgodb;
- otroci delijo pozornost: pozorni so na svoje igranje in na vsebino, ki jo spremljajo;
- spremljalno vsebino lahko sami izvajajo: govorijo, pojejo, plešejo ali kdo drug (tudi učenci, učitelji);
- spremljajo posamično in skupno.

### Metode glasbenih didaktičnih iger
Ker se glasbene didaktične igre velikokrat povezujejo s petjem, z igranjem na male instrumente in s poslušanjem glasbe, uporabljamo zato pri njih tudi nekatere metode petja, nekatere metode igranja na instrumente in nekatere metode poslušanja glasbe. Poleg teh tudi nekatere druge metode. 

##### Primerjanje in razlikovanje
Učenci pri glasbenih didaktičnih igrah primerjajo: zvoke po njihovi barvi, po jakosti, po višini in dolžini, primerjajo hitrost ipd.

##### Reproduciranje
Učenci pri glasbenih didaktičnih igrah reproducirajo posamezne zvoke, ritmične motive, melodične motive z instrumentom, glasom pa tudi z gibanjem.

##### Ugibanje
Učenci skušajo z razmišljanjem, poskušanjem prepoznati nekaj po enem samem elementu ali po enem samem delu, postopno dodajamo nove, dodatne spremembe:
- Ugibajo, kateri instrument se je oglasil, karero pesem slišijo, kdo hodi v takem ritmu, katera pesem se skriva v melodiji  in podobno.

Te naloge zastavlja vzgojitelj ali določen učenec v obliki ugank. 

### Inštrumentalne glasnene igre:
- instrumentalna igra razvija spretnost in koordinacijo gibov;
- medpredmetna povezava: instrumentalna igra in gibanje stopnjujeta otrokovo gibalno spretnost in koordinacijo (športna vzgoja);

1. SKRITI ZAKLAD

- Učencem razdelim inštrumente. Eden od vas bo šel iz razreda, mi pa bomo ta čas skrili ropotuljo – skriti zaklad. Kdo bi rad šel ven? (izbranemu učencu): Ko te pokličemo, boš pričel z iskanjem ropotulje, ostali pa bodo igrali na inštrumente. Ko boš blizu, bodo igrali glasneje, ko se boš oddaljeval, bodo peli tišje. Izvedemo igro.
- Učenci: Natančno poslušajo navodila igre ter si z igranjem razvijajo občutek za dinamiko.

1. VEVERICA

Ponazorim ritem veveričjega gibanja s hojo in trkanjem oreha ob oreh. Učence vprašam, katero žival predstavlja zvok. Nakar razdelim orehe med učence, da tudi oni poskusijo igrati.
1. UGANI INŠTRUMENT

Zaigram nekaj taktov na blok flavto tako, da je učenci ne vidijo in jih vprašam po inštrumentu. Zopet ugotovijo iz česa je in poskusijo zaigrati nanjo.
1. VKLJUČEVANJE SPREMLJAVE

Ploskala vam bom prvi del pesmi za triangel in zraven pojem, nato bomo skupaj ponovili. Postopek ponovim še za ostale dele pesmi in na koncu celotno pesem.
Pri bobnu se bomo tolkli po nogah. Najprej vam bom jaz pokazala, nato bomo skupaj ponovili.
Razdelim instrumentarij.
Ponovimo za vsak posamezen instrument (enkrat počiva boben, enkrat triangel).
Sedaj se bomo razdeleli v dve skupini. Vi boste igrali na triangel, ostali ploskajte. Vi boste igrali na boben, ostali tolčite po kolenih. Nato zaigramo skupaj. 
Sedaj bomo zamenjali instrumente.
1. ZA DOBRA UŠESA

Smoter: ločevanje barve zvoka različnih ropotulj.
Imam šest ropotulj (po dve in dve sta enaki). Učence opozorim, naj dobro poslušajo vsako ropotuljo, da bodo jih lahko po dve in dve združili po isti barvi zvoka. Učence vprašam, kaj je nasuto v ropotuljah.
Razvijajo sposobnost zaznavati različne barve zvoka.